# Zhangpu (köpinghuvudort i Kina, Jiangsu Sheng, lat 31,29, long 120,95)
Zhangpu är en köpinghuvudort i Kina. Den ligger i provinsen Jiangsu, i den östra delen av landet, omkring 220 kilometer sydost om provinshuvudstaden Nanjing. Antalet invånare är 133 820. Befolkningen består av 64 387 kvinnor och 69 433 män. Barn under 15 år utgör 6,0 %, vuxna 15-64 år 86 %, och äldre över 65 år 6,0 %.
Runt Zhangpu är det mycket tätbefolkat, med 1 018 invånare per kvadratkilometer. Närmaste större samhälle är Anting, 19,9 km öster om Zhangpu. Trakten runt Zhangpu består till största delen av jordbruksmark.
Genomsnittlig årsnederbörd är 1 661 millimeter. Den regnigaste månaden är juni, med i genomsnitt 221 mm nederbörd, och den torraste är december, med 59 mm nederbörd.